# Vincenzo Guerini
Vincenzo Guerini (Sarezzo, 30 ottobre 1953) è un dirigente sportivo, ex calciatore e allenatore di calcio italiano, di ruolo centrocampista, presidente dell'Ancona.
Da giocatore, ha dovuto ritirarsi a 22 anni per un incidente stradale, ma ha avuto il tempo di giocare in Serie A e in nazionale; da tecnico, ha guidato alla prima promozione nella massima serie l'Ancona.

## Caratteristiche tecniche

### Giocatore
Mediano di spinta, era un centrocampista veloce e forte fisicamente, dotato di una discreta tecnica individuale.

## Carriera

### Club
Nato a Ponte Zanano, nei pressi di Brescia, inizia a giocare nelle giovanili della squadra del capoluogo, che lo preleva dai dilettanti del Coffea Virle. A 18 anni esordisce in Serie B e nella prima stagione (1971-72) ottiene una salvezza, giocando come centrocampista titolare. Alla seconda stagione, il Brescia lo conferma e Guerini migliora ulteriormente, malgrado la squadra si salvi solo per differenza reti. Nell'estate 1973, con poco meno di 40 partite di Serie B alle spalle lo chiama la Fiorentina e il centrocampista si trasferisce a Firenze.

Guerini (accosciato, secondo da destra) festeggia assieme ai compagni della Fiorentina la vittoria nella Coppa Italia del 1975.

Per due stagioni e mezzo, Luigi Radice e poi Carlo Mazzone lo impiegano con successo nella formazione toscana, dove lo schierano titolare, escludendo De Sisti e spostando Antognoni all'ala. Lo stima anche Fulvio Bernardini, tecnico della nazionale, che lo convoca per Italia-Bulgaria 0-0 del 29 dicembre 1974. Già precedentemente, Guerini aveva avuto modo di disputate 2 gare con la nazionale B e 2 con la nazionale giovanile.
Con i viola, ha vinto la Coppa Italia 1974-1975, battendo il Milan in finale per 3-2; Guerini realizza la rete del 2-1. Nel settembre 1975 realizza la rete decisiva per la vittoria della Fiorentina nella gara di andata della Coppa di Lega Italo-Inglese, contro il West Ham.

#### L'incidente e la fine della carriera da calciatore
Nel novembre 1975 Guerini era stato convocato nella Nazionale Under 23 insieme al compagno di squadra Caso per un'amichevole contro l'Olanda, ma la partita, in programma ad Ascoli Piceno, non si poté disputare per una nevicata. Lasciati liberi, i due calciatori viola, nonostante il maltempo, si misero in viaggio verso Firenze con la Porsche di Guerini. Ormai nei pressi del capoluogo toscano l'auto fu coinvolta in un incidente: Caso se la cavò con la rottura del naso e riprese l'attività agonistica dopo due mesi di stop. Guerini, rimasto con una gamba intrappolata nelle lamiere, rischiò l'amputazione dell'arto, poi tornò faticosamente a camminare ma dopo alcuni tentativi di rientro, fu costretto ad abbandonare l'attività agonistica a 22 anni.

### Allenatore e dirigente

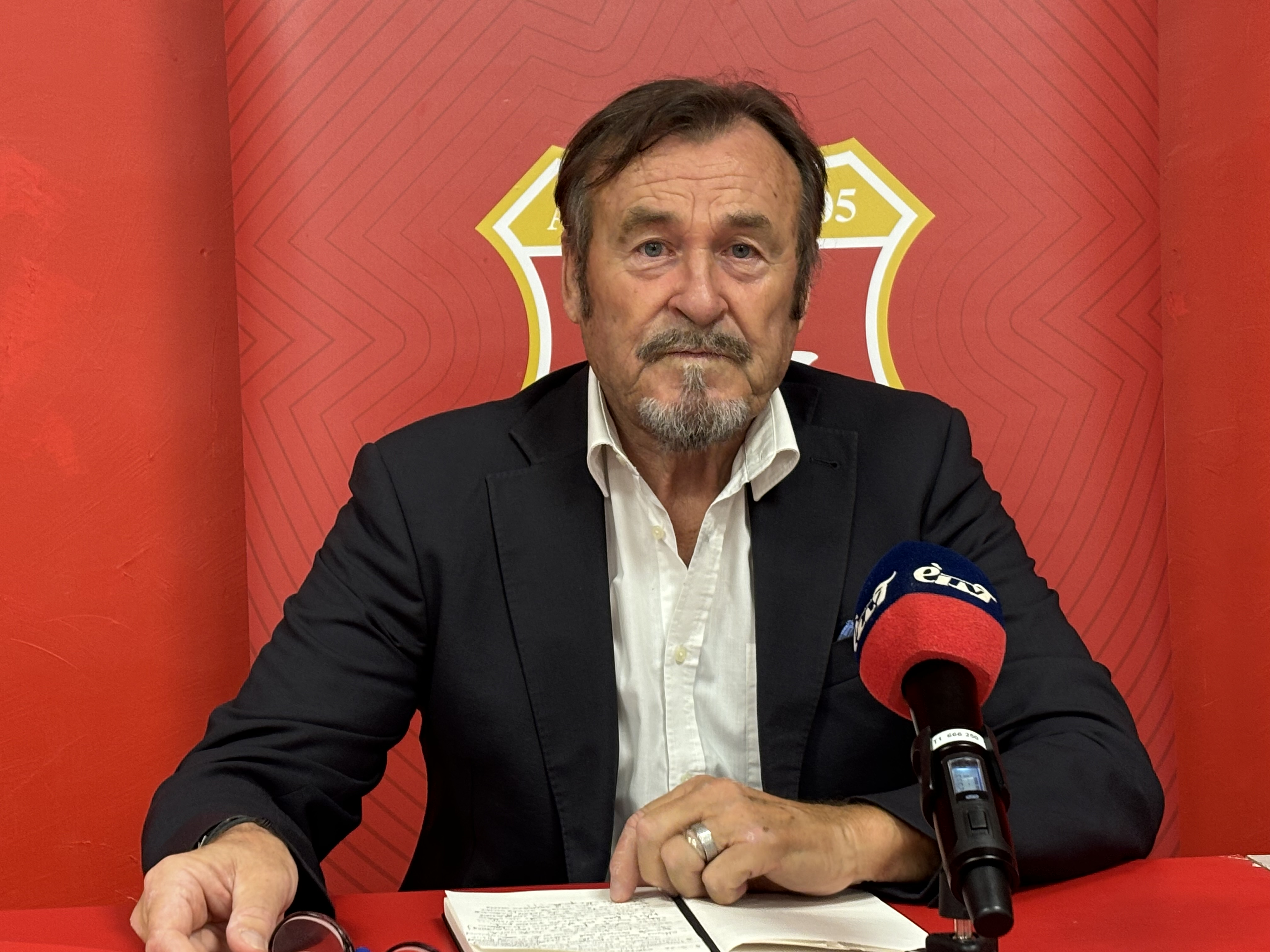
Guerini Presidente onorario dell'Ancona nel 2024

Nel 1979 la Fiorentina gli affidò la squadra Primavera. In quattro anni, Guerini vinse il campionato nel 1983 e il Torneo di Viareggio nel 1982. Nel 1983-84 l'Empoli gli affida la panchina, in Serie B. Ottiene due salvezze consecutive e poi passa al Pisa. L'esordio nella massima serie 1985-86 non è positivo: i toscani retrocedono in B, dopo aver disputato un brillante girone d'andata e aver conquistato la Coppa Mitropa. L'anno dopo, in B con il Bologna, viene esonerato dopo 28 giornate.
Successivamente viene ingaggiato dal Catanzaro. Con Massimo Palanca in campo, i calabresi neopromossi sfiorano la Serie A, giungendo al quinto posto ad un solo punto da Lazio ed Atalanta. Nel 1988-89 Guerini vive una stagione travagliata al Brescia, dove viene esonerato e richiamato. La squadra lombarda si classifica al 17º posto in Serie B salvandosi dalla retrocessione in C dopo lo spareggio vinto con l'Empoli.
Nel 1989-90 avvia un ciclo vincente con l'Ancona. I marchigiani, dopo due stagioni da medio-alta classifica, vengono promossi nella primavera 1992 per la prima volta in Serie A. Con una rosa inadeguata alla massima serie, Guerini non può evitare l'immediata retrocessione dei marchigiani. Rimasto ancora in sella ai biancorossi, nel 1993-1994 si congeda con un ottavo posto. Con i marchigiani, nello stesso anno, conquista, per la prima volta nella storia del club dorico, la finale di Coppa Italia che perde contro la Sampdoria di Gullit.
Nel 1994-95 lo ingaggia il Napoli, dove viene esonerato dopo 6 giornate e un pareggio esterno per 1-1 col Boavista nei sedicesimi di andata di Coppa UEFA, a causa di contrasti con squadra e dirigenza. A gennaio 1995 passa allora alla SPAL, con cui ottiene un sesto posto, e l'anno successivo viene esonerato dopo tre giornate. Nel 1996-97 torna in Serie B, con la Reggina, con cui ottiene la salvezza.
Nel 1997-1998 guida il Piacenza conquistando una salvezza insperata: è questo il suo miglior risultato da allenatore nella massima serie. Non viene però confermato e deve così ripartire dalla Serie B con la Ternana.
A Terni vive due stagioni travagliate: nella prima (1998-1999) subentra a Luigi Delneri ed ottiene una difficile salvezza all'ultima giornata nello scontro diretto giocato in casa contro la Fidelis Andria; confermato alla guida dei rossoverdi per la stagione successiva (1999-2000), dopo un buon inizio la squadra stenta e il mister viene esonerato in favore di Tarcisio Burgnich.
Durante la stagione 2000-2001 viene chiamato dal Catania, in Serie C1, in sostituzione di Ivo Iaconi, venendo a sua volta esonerato dopo meno di due mesi, per poi essere richiamato a gennaio, iniziando un'entusiasmante rimonta, che porterà la squadra sino alla finale playoff persa col Messina. Nel 2001-02 per un breve periodo è al Siena, anche in questo caso subentrando (a Giuseppe Papadopulo) e venendo sostituito. Nel 2002-03 esordisce nel campionato greco con il Panachaiki, che viene retrocesso d'ufficio per debiti. Guerini torna in Italia e viene chiamato dal Catania, che viene coinvolto nel famoso Caso Catania ed evita la retrocessione solo grazie alla giustizia ordinaria.
Nell'ottobre 2005 il Catanzaro lo chiama per salvare una squadra allo sbando, ma il tecnico rimane pochissimo venendo sostituito a gennaio da Bruno Giordano.
Successivamente commenta le partite del campionato italiano per SKY Italia.
Dal luglio 2011 torna alla Fiorentina, con l'incarico di club manager, ovvero la gestione dei rapporti della società con la prima squadra. Il 3 maggio 2012 subentra a Delio Rossi, esonerato per l'episodio della rissa con Adem Ljajić, per guidare la Fiorentina nelle ultime due giornate di campionato. Il 5 maggio, al suo debutto in campionato, vince in casa del Lecce per 1-0, portando la Fiorentina alla salvezza. Nel giugno 2012 gli viene rinnovato il contratto come club manager; mantiene tale incarico fino al maggio 2016.
Il 19 agosto 2020 diventa il nuovo responsabile dell'area tecnica del Catania, tornando così a lavorare con il club etneo dopo 17 anni. Il 5 gennaio 2022 lascia il club etneo. Il 3 luglio 2024 viene nominato ufficialmente presidente e direttore tecnico della neo-costituita Ancona che andrà a disputare la Serie D 2024-2025.

## Statistiche

### Presenze e reti nei club
| Stagione          | Squadra           | Campionato        | Campionato | Campionato | Coppe nazionali | Coppe nazionali | Coppe nazionali | Coppe continentali | Coppe continentali | Coppe continentali | Altre coppe | Altre coppe | Altre coppe | Totale | Totale |
| Stagione          | Squadra           | Comp              | Pres       | Reti       | Comp            | Pres            | Reti            | Comp               | Pres               | Reti               | Comp        | Pres        | Reti        | Pres   | Reti   |
| ----------------- | ----------------- | ----------------- | ---------- | ---------- | --------------- | --------------- | --------------- | ------------------ | ------------------ | ------------------ | ----------- | ----------- | ----------- | ------ | ------ |
| 1971-1972         | Brescia           | B                 | 20         | 4          | CI              | 1               | 0               | -                  | -                  | -                  | -           | -           | -           | 21     | 4      |
| 1972-1973         | Brescia           | B                 | 14         | 2          | CI              | 4               | 0               | -                  | -                  | -                  | -           | -           | -           | 18     | 2      |
| Totale Brescia    | Totale Brescia    | Totale Brescia    | 34         | 6          |                 | 5               | 0               |                    | -                  | -                  |             | -           | -           | 39     | 6      |
| 1973-1974         | Fiorentina        | A                 | 22         | 0          | CI              | 4               | 0               | CU                 | 0                  | 0                  | -           | -           | -           | 26     | 0      |
| 1974-1975         | Fiorentina        | A                 | 25         | 1          | CI              | 7               | 1               | -                  | -                  | -                  | CM          | 4           | 0           | 36     | 2      |
| 1975-1976         | Fiorentina        | A                 | 6          | 0          | CI              | 0               | 0               | CdC                | 4                  | 0                  | CdL         | 1           | 1           | 11     | 1      |
| Totale Fiorentina | Totale Fiorentina | Totale Fiorentina | 53         | 1          |                 | 11              | 1               |                    | 4                  | 0                  |             | 5           | 1           | 73     | 3      |
| Totale carriera   | Totale carriera   | Totale carriera   | 87         | 7          |                 | 16              | 1               |                    | 4                  | 0                  |             | 5           | 1           | 112    | 9      |

### Cronologia presenze e reti in nazionale
| Cronologia completa delle presenze e delle reti in nazionale ― Italia | Cronologia completa delle presenze e delle reti in nazionale ― Italia | Cronologia completa delle presenze e delle reti in nazionale ― Italia | Cronologia completa delle presenze e delle reti in nazionale ― Italia | Cronologia completa delle presenze e delle reti in nazionale ― Italia | Cronologia completa delle presenze e delle reti in nazionale ― Italia | Cronologia completa delle presenze e delle reti in nazionale ― Italia | Cronologia completa delle presenze e delle reti in nazionale ― Italia |
| Data                                                                  | Città                                                                 | In casa                                                               | Risultato                                                             | Ospiti                                                                | Competizione                                                          | Reti                                                                  | Note                                                                  |
| --------------------------------------------------------------------- | --------------------------------------------------------------------- | --------------------------------------------------------------------- | --------------------------------------------------------------------- | --------------------------------------------------------------------- | --------------------------------------------------------------------- | --------------------------------------------------------------------- | --------------------------------------------------------------------- |
| 29-12-1974                                                            | Genova                                                                | Italia                                                                | 0 – 0                                                                 | Bulgaria                                                              | Amichevole                                                            | -                                                                     |                                                                       |
| Totale                                                                |                                                                       | Presenze                                                              | 1                                                                     |                                                                       | Reti                                                                  | 0                                                                     |                                                                       |

### Statistiche da allenatore
Statistiche aggiornate al 13 maggio 2012. In grassetto la competizione vinta.
| Stagione                       | Squadra          | Campionato       | Campionato | Campionato | Campionato | Campionato | Coppe nazionali | Coppe nazionali | Coppe nazionali | Coppe nazionali | Coppe nazionali | Coppe continentali | Coppe continentali | Coppe continentali | Coppe continentali | Coppe continentali | Altre coppe | Altre coppe | Altre coppe | Altre coppe | Altre coppe | Totale | Totale | Totale | Totale | % Vittorie | Piazz.                          |
| Stagione                       | Squadra          | Comp             | G          | V          | N          | P          | Comp            | G               | V               | N               | P               | Comp               | G                  | V                  | N                  | P                  | Comp        | G           | V           | N           | P           | G      | V      | N      | P      | %          | Piazz.                          |
| ------------------------------ | ---------------- | ---------------- | ---------- | ---------- | ---------- | ---------- | --------------- | --------------- | --------------- | --------------- | --------------- | ------------------ | ------------------ | ------------------ | ------------------ | ------------------ | ----------- | ----------- | ----------- | ----------- | ----------- | ------ | ------ | ------ | ------ | ---------- | ------------------------------- |
| 1983-1984                      | Empoli           | B                | 38         | 8          | 19         | 11         | CI              | 5               | 1               | 0               | 4               | -                  | -                  | -                  | -                  | -                  | -           | -           | -           | -           | -           | 43     | 9      | 19     | 15     | 20,93      | 13º                             |
| 1984-1985                      | Empoli           | B                | 38         | 8          | 21         | 9          | CI              | 7               | 3               | 1               | 3               | -                  | -                  | -                  | -                  | -                  | -           | -           | -           | -           | -           | 45     | 11     | 22     | 12     | 24,44      | 8º                              |
| Totale Empoli                  | Totale Empoli    | Totale Empoli    | 76         | 16         | 40         | 20         |                 | 12              | 4               | 1               | 7               |                    | -                  | -                  | -                  | -                  |             | -           | -           | -           | -           | 88     | 20     | 41     | 27     | 22,73      |                                 |
| 1985-1986                      | Pisa             | A                | 30         | 5          | 13         | 12         | CI              | 7               | 4               | 2               | 1               | CM                 | 2                  | 2                  | 0                  | 0                  | -           | -           | -           | -           | -           | 39     | 11     | 15     | 13     | 28,21      | 14º (retrocessione)             |
| 1986-apr. 1987                 | Bologna          | B                | 28         | 5          | 15         | 8          | CI              | 7               | 3               | 3               | 1               | -                  | -                  | -                  | -                  | -                  | -           | -           | -           | -           | -           | 35     | 8      | 18     | 9      | 22,86      | Esonerato                       |
| 1987-1988                      | Catanzaro        | B                | 38         | 14         | 18         | 6          | CI              | 5               | 1               | 1               | 3               | -                  | -                  | -                  | -                  | -                  | -           | -           | -           | -           | -           | 43     | 15     | 19     | 9      | 34,88      | 5º                              |
| 1988-1989                      | Brescia          | B                | 26+1       | 8          | 10+1       | 8          | CI              | 8               | 2               | 3               | 3               | -                  | -                  | -                  | -                  | -                  | -           | -           | -           | -           | -           | 35     | 10     | 14     | 11     | 28,57      | 16º                             |
| 1989-1990                      | Ancona           | B                | 38         | 13         | 17         | 8          | CI              | 1               | 0               | 0               | 1               | -                  | -                  | -                  | -                  | -                  | -           | -           | -           | -           | -           | 39     | 13     | 17     | 9      | 33,33      | 5º                              |
| 1990-1991                      | Ancona           | B                | 38         | 11         | 15         | 12         | CI              | 2               | 0               | 2               | 0               | -                  | -                  | -                  | -                  | -                  | -           | -           | -           | -           | -           | 40     | 11     | 17     | 12     | 27,50      | 9º                              |
| 1991-1992                      | Ancona           | B                | 38         | 12         | 21         | 5          | CI              | 4               | 2               | 1               | 1               | -                  | -                  | -                  | -                  | -                  | -           | -           | -           | -           | -           | 42     | 14     | 22     | 6      | 33,33      | 3º (promozione)                 |
| 1992-1993                      | Ancona           | A                | 34         | 6          | 7          | 21         | CI              | 2               | 1               | 0               | 1               | -                  | -                  | -                  | -                  | -                  | -           | -           | -           | -           | -           | 36     | 7      | 7      | 22     | 19,44      | 17º (retrocessione)             |
| 1993-1994                      | Ancona           | B                | 38         | 11         | 17         | 10         | CI              | 11              | 4               | 6               | 1               | -                  | -                  | -                  | -                  | -                  | -           | -           | -           | -           | -           | 49     | 15     | 23     | 11     | 30,61      | 8º                              |
| Totale Ancona                  | Totale Ancona    | Totale Ancona    | 186        | 53         | 77         | 56         |                 | 20              | 7               | 9               | 4               |                    | -                  | -                  | -                  | -                  |             | -           | -           | -           | -           | 206    | 60     | 86     | 60     | 29,13      |                                 |
| lug.-ott. 1994                 | Napoli           | A                | 6          | 1          | 2          | 3          | CI              | 3               | 2               | 1               | 0               | CU                 | 3                  | 2                  | 1                  | 0                  | -           | -           | -           | -           | -           | 12     | 5      | 4      | 3      | 41,67      | Esonerato                       |
| gen.-giu. 1995                 | SPAL             | C1               | 15         | 4          | 3          | 8          | CI-C            | 5               | 2               | 2               | 1               | -                  | -                  | -                  | -                  | -                  | -           | -           | -           | -           | -           | 20     | 6      | 5      | 9      | 30,00      | Subentrato, 6º                  |
| lug.-set. 1995                 | SPAL             | C1               | 3          | 2          | 0          | 1          | CI-C            | 2               | 0               | 1               | 1               | -                  | -                  | -                  | -                  | -                  | -           | -           | -           | -           | -           | 5      | 2      | 1      | 2      | 40,00      | Esonerato                       |
| Totale SPAL                    | Totale SPAL      | Totale SPAL      | 18         | 6          | 3          | 9          |                 | 7               | 2               | 3               | 2               |                    | -                  | -                  | -                  | -                  |             | -           | -           | -           | -           | 25     | 8      | 6      | 11     | 32,00      |                                 |
| nov. 1996-1997                 | Reggina          | B                | 29         | 12         | 8          | 9          | CI              | -               | -               | -               | -               | -                  | -                  | -                  | -                  | -                  | -           | -           | -           | -           | -           | 29     | 12     | 8      | 9      | 41,38      | Subentrato, 10º                 |
| 1997-1998                      | Piacenza         | A                | 34         | 7          | 16         | 11         | CI              | 4               | 2               | 0               | 2               | -                  | -                  | -                  | -                  | -                  | -           | -           | -           | -           | -           | 38     | 9      | 16     | 13     | 23,68      | 13º                             |
| gen.-giu. 1999                 | Ternana          | B                | 19         | 7          | 6          | 6          | CI              | -               | -               | -               | -               | -                  | -                  | -                  | -                  | -                  | -           | -           | -           | -           | -           | 19     | 7      | 6      | 6      | 36,84      | Subentrato, 14º                 |
| 1999-gen. 2000                 | Ternana          | B                | 21         | 6          | 10         | 5          | CI              | 8               | 3               | 3               | 2               | -                  | -                  | -                  | -                  | -                  | -           | -           | -           | -           | -           | 29     | 9      | 13     | 7      | 31,03      | Esonerato                       |
| Totale Ternana                 | Totale Ternana   | Totale Ternana   | 40         | 13         | 16         | 11         |                 | 8               | 3               | 3               | 2               |                    | -                  | -                  | -                  | -                  |             | -           | -           | -           | -           | 48     | 16     | 19     | 13     | 33,33      |                                 |
| ott.-dic. 2000, gen.-mag. 2001 | Catania          | C1               | 23+4       | 13+1       | 5+1        | 5+2        | CI-C            | 2               | 1               | 1               | 0               | -                  | -                  | -                  | -                  | -                  | -           | -           | -           | -           | -           | 29     | 15     | 7      | 7      | 51,72      | Sub., eson., "sub.", 3°         |
| dic. 2001-feb. 2002            | Siena            | B                | 11         | 1          | 3          | 7          | CI              | -               | -               | -               | -               | -                  | -                  | -                  | -                  | -                  | -           | -           | -           | -           | -           | 11     | 1      | 3      | 7      | &9,09      | Subentrato, esonerato           |
| lug.-ott. 2002                 | Panachaïkī       | AE               | 4          | 0          | 0          | 4          | CG              | 2               | 2               | 0               | 0               | -                  | -                  | -                  | -                  | -                  | -           | -           | -           | -           | -           | 6      | 2      | 0      | 2      | 33,33      | Esonerato                       |
| apr.-giu. 2003                 | Catania          | B                | 9          | 4          | 1          | 4          | CI              | -               | -               | -               | -               | -                  | -                  | -                  | -                  | -                  | -           | -           | -           | -           | -           | 9      | 4      | 1      | 4      | 44,44      | Subentrato, 17º (retrocessione) |
| Totale Catania                 | Totale Catania   | Totale Catania   | 32+4       | 17+1       | 6+1        | 9+2        |                 | 2               | 1               | 1               | 0               |                    | -                  | -                  | -                  | -                  |             | -           | -           | -           | -           | 38     | 19     | 8      | 11     | 50,00      |                                 |
| nov. 2005-gen. 2006            | Catanzaro        | B                | 11         | 0          | 4          | 7          | CI              | -               | -               | -               | -               | -                  | -                  | -                  | -                  | -                  | -           | -           | -           | -           | -           | 11     | 0      | 4      | 7      | &0,00      | Subentrato, esonerato           |
| Totale Catanzaro               | Totale Catanzaro | Totale Catanzaro | 49         | 14         | 22         | 13         |                 | 5               | 1               | 1               | 3               |                    | -                  | -                  | -                  | -                  |             | -           | -           | -           | -           | 54     | 15     | 23     | 16     | 27,78      |                                 |
| mag.-giu. 2012                 | Fiorentina       | A                | 2          | 1          | 1          | 0          | CI              | -               | -               | -               | -               | -                  | -                  | -                  | -                  | -                  | -           | -           | -           | -           | -           | 2      | 1      | 1      | 0      | 50,00      | Subentrato, 13º                 |
| Totale carriera                | Totale carriera  | Totale carriera  | 555        | 148        | 229        | 178        |                 | 85              | 33              | 27              | 25              |                    | 5                  | 4                  | 1                  | 0                  |             | -           | -           | -           | -           | 645    | 185    | 257    | 203    | 28,68      |                                 |

## Palmarès

### Giocatore

#### Club
- Coppa Italia: 1

Fiorentina: 1974-1975
- Coppa di Lega Italo-Inglese: 1

Fiorentina: 1975

### Allenatore

#### Giovanili
- Campionato Primavera: 1

Fiorentina: 1982-1983
- Torneo di Viareggio: 1

Fiorentina: 1982

#### Prima squadra
- Coppa Mitropa: 1

Pisa: 1985-1986

## Fuori dal campo
Vive da anni a Catania dove ha aperto un’attività commerciale.